# Commonweal (periódico)
Commonweal fue un periódico socialista británico fundado en 1885 por la recién nacida Liga Socialista. Su objetivo era difundir las posiciones socialistas y ganar a sus filas nuevos miembros.

## Historia
William Morris, fundador de la Liga, fue su editor jefe, agente comercial y máximo responsable. John Turner, Ernest Belfort Bax y Eleanor Marx eran además colaboradores regulares escribiendo artículos. Su sede estaba en Great Queen Street, Londres.
En 1890, Morris dimitió como editor y fue sustituido por el anarquista David Nicholl (Morris se marchó para publicar el Hammersmith Socialist Record, el periódico de la Sociedad Socialista de Hammersmith). Con la disolución de la Liga Socialista, el periódico continuó como publicación independiente del Grupo Commonweal. Nicholl publicó un artículo sobre los anarquistas de Walsall por el que sería condenado a dieciocho meses de trabajos forzados en mayo de 1892; entonces H. B. Samuels se convirtió en editor en funciones.
Poco después de la liberación de Nicholl, el periódico fue clausurado y reemplazado por su propia publicación, The Anarchist. Nicholl resucitó posteriormente el nombre The Commonweal para su publicación, bajo cuya denominación continuó esporádicamente entre 1898 y 1907.
El historiador Alex Butterworth sostiene que la plantilla del Commonweal «pudo consistir completamente en confidentes, desconocidos entre ellos», aunque «incluso actualmente, con el acceso sin precedentes a las fichas policiales, no está nada claro que Butterworth no informase a los policías».

## Editores
1885: William Morris
1890: Frank Kitz y David Nicholl
1891: David Nicholl
1892: Thomas Cantwell
1893: H. B. Samuels